# Tōhatsu

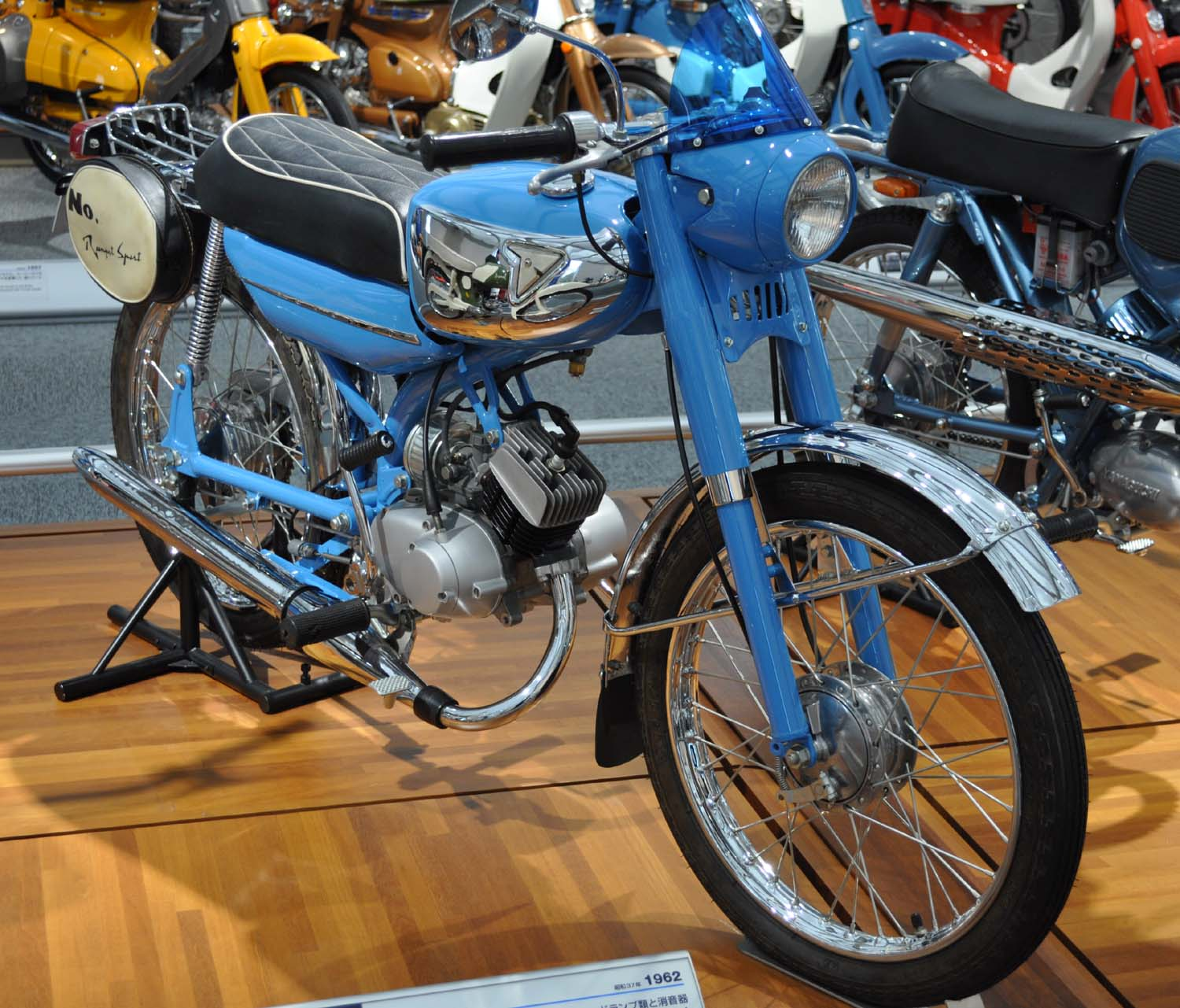
Tohatsu Runpet Sport (1961)

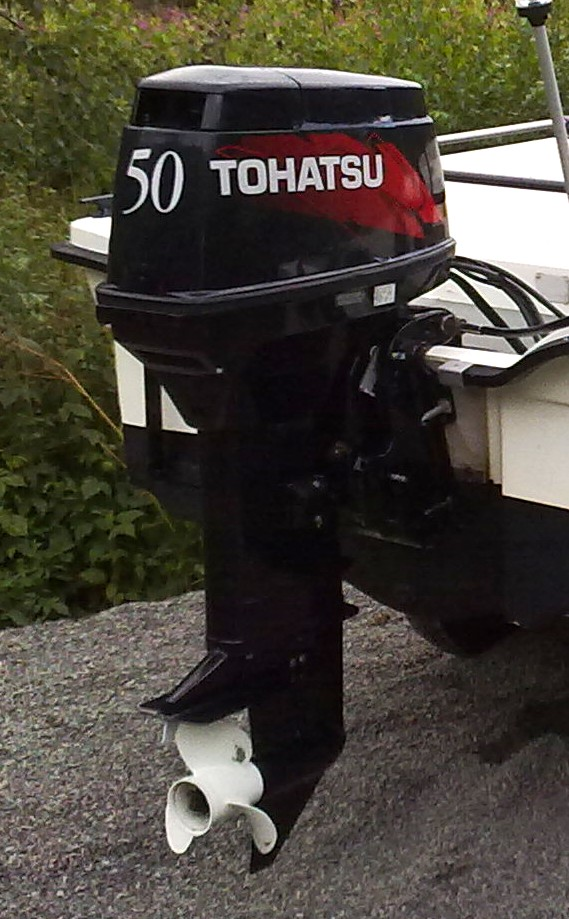
Tōhatsu-Außenbordmotor

Tōhatsu K.K. (jap. トーハツ株式会社, Tōhatsu Kabushiki kaisha, engl. Tohatsu Corporation) ist ein japanisches Unternehmen mit Sitz in Itabashi, Tokio, das als Motorradhersteller bekannt wurde und heute Außenbordmotoren und Löschpumpen herstellt.

## Geschichte
1922 wurde das Takata-Motorinstitut (高田モーター研究所, Takata Mōtā Kenkyūsho) gegründet, um die Motorentwicklung in Japan voranzutreiben, wobei zuerst Bewässerungspumpen und ab September 1927 Schienenfahrzeuge hergestellt wurden. 1932 erfolgte die Umfirmierung in die Aktiengesellschaft Takata Motor Seisaku K.K. (タカタモーター製作株式会社) und 1939 in Tōkyō Hatsudōki K.K. (wobei hatsudōki das japanische Wort für Motor ist), unter deren Abkürzung Tōhatsu Generatoren für die japanische Armee hergestellt wurden.
Im Oktober 1949 begann das Unternehmen mit der Herstellung von tragbaren Löschpumpen, im April 1950 von Motorrädern und im Oktober 1956 wurde mit der Produktion von Außenbordmotoren begonnen.

### Motorradherstellung
Nach dem Zweiten Weltkrieg entwickelte Tōhatsu Zweitaktmotorräder von 49 bis 199 cm³ Hubraum und war Mitte der 1950er Jahre der größte Motorradhersteller Japans. Bekanntestes Motorradmodell war die 1961 vorgestellte Runpet Sport. deren Einzylinder-Zweitaktmotor mit 50 cm³ Hubraum 6,8 PS bei 10.800/min leistete. Eine Rennversion mit 49 sowie 125 cm³ Hubraum, beide mit Zweizylinder-Zweitaktmotoren, wurde ebenfalls angeboten. Alfredo Rosenthal errang mit der 125er Tohatsu bei der Motorrad-Weltmeisterschaft 1962 beim Großen Preis von Argentinien einen 6. Platz.
Tohatsu war unter seinem Präsidenten Hideo Hirahima dennoch ein „hoffnungslos konservatives Unternehmen“, das den Motorradboom nicht auszunutzen verstand und im Februar 1964 ein Insolvenzverfahren einleiten musste. Die Rennmaschinen sowie Werkzeugmaschinen wurden von der Firma Racing Motor Cycles übernommen, die Motorrad-Entwickler und -Techniker von Tōhatsu wurden von Bridgestone angeworben, der damit schnell in der Motorradbranche Fuß fassen konnte.
1972 erfolgte die Umfirmierung des sanierten Unternehmens in das heutige Tōhatsu K.K.